# Podhorki
Podhorki lub Podchorki (ukr. Підгірки) – dawna wieś na Ukrainie w rejonie kałuskim obwodu iwanofrankiwskiego, założona w 1408, od 1972 dzielnica miasta Kałusz.
W II Rzeczypospolitej miejscowość była w składzie gminy wiejskiej Podmichale w powiecie kałuskim województwa stanisławowskiego.

## Historia
Pierwsza wzmianka o Podhorkach datowana jest w źródłach pisanych w 1408. Wtedy osada należała do powiatu galickiego. Została założona prawdopodobnie jeszcze w drugiej połowie XIV wieku. Pierwsze domy w wiosce były w centrum nowoczesnej wzgórzu, w pobliżu Kościoła Ofiarowania Pańskiego.
W 1435 o Podhorkach wspomniano w dokumentach miejskich ksiąg galickich. Zapis wykonany w języku łacińskim i opisuje pozew dwóch szlachciców - Lasoty i Henryka z Paszkowców o drogę prowadzącej od wzgórza (Podhorce) do cumowania łodzi na rzece Łomnica.
Wraz z pojawieniem się w połowie XV wieku dworu pańskiego, wieś w latach 1458-1634 należała do rodziny szlacheckiej Chodecz.
Specjalnym dekretem Sejmu Rzeczypospolitej w Warszawie od 1552 Podhorki wraz z innych okolicznymi miejscowościami zostały przejęte przez nowo utworzone starostwo kałuskie.
W 1482 w pobliżu miejscowości został założony Klasztor Ojców Bazylianów.
W latach 1634–1648 właścicielami wsi była rodzina Jabłońskich.
W 1750 roku we wsi została poświęcona Cerkiew Uczciwego i Świętego Chrystusa, który dotrwał aż do końca XIX wieku.
W 1972 roku wieś Podhorki są częścią miasta Kałusz.